# Křižanov
Křižanov (deutsch Krizanau, Krzizanau, Krischanau bzw. Krisans) ist ein Městys in Tschechien. Er liegt acht Kilometer nordöstlich von Velké Meziříčí und gehört zum Okres Žďár nad Sázavou.

## Geographie
Křižanov befindet sich in der zur Böhmisch-Mährischen Höhe gehörigen Křižanovská vrchovina (Krischanauer Bergland). Das Städtchen liegt an der Libochovka und wird von zahlreichen Teichen umgeben. Nördlich erhebt sich der Spalený kopec (595 m). Durch den Ort führt die Staatsstraße 37 von Velká Bíteš nach Žďár nad Sázavou. Der Bahnhof Křižanov liegt in Kozlov.
Nachbarorte sind Jakubovský Dvůr im Norden, Kundratice und Bojanov im Nordosten, Heřmanov im Osten, Kadolec im Südosten, Ořechov, Ronov und Březejc im Süden, Sviny im Südwesten, Kozlov und Dobrá Voda im Westen sowie Jívoví im Nordwesten.

## Geschichte
Legenden zufolge soll Křižanov während der Zeit des Reiches des Samo nach der Gründung der Burg Meziříčí im Jahre 687 angelegt worden sein.
Die erste urkundliche Erwähnung der dem Ritter Přibyslav von Křižanov († 1251) gehörigen Burg Křižanov erfolgte im Jahre 1239. Für diese Zeit ist ebenfalls die Pfarrkirche St. Marien belegt, deren erhaltene Reste sich bis ins Jahr 1230 datieren lassen. Nach Přibyslavs Tod heiratete dessen Witwe Sybille den Heinrich von Zittau († 1253). Die Herrschaft erbte dessen Tochter Euphemia, die mit Boček von Jaroslavice und Zbraslav († 1255) verheiratet war. Weitere Töchter Přibyslavs waren die hl. Zdislava, mit Gallus von Lämberg (Havel z Lemberka, † 1253) verheiratet war sowie Eliška, die Heinrich von Zittaus Sohn Smil von Lichtenburg geheiratet hatte.
Die Libochovka teilte das Städtchen in die Ober- und Unterstadt, wobei erstere links des Baches lag.
Zwischen 1279 und 1434 gehörte die Unterstadt den Křižanovský von Lomnitz, deren Wappen Křižanov und Velké Meziříčí heute als Stadtwappen führen. 1287 überließ Anna von Obřany ihren aus der Oberstadt und dem Dorf Gutwasser bestehenden Teil dem Kloster Saar. Zu diesem Zeitpunkt wurde Chrysan als Städtchen erwähnt. Zehn Jahre später wurde es als Cryzans bezeichnet. Durch das Kloster erfolgte die Ansiedlung von Deutschen. Um 1400 bestand Cryzans aus 130 Häusern und hatte etwa 800 deutsche und tschechische Einwohner. Zu den bedeutendsten Familien von Krisans gehörten im 15. Jahrhundert die Schwach von Teltsch, die auch das halbe Dorf Sklené besaßen. In den Hussitenkriegen erlitt die Burg schwere Schäden. 1466 wurde sie während des böhmisch-ungarischen Krieges ganz zerstört und lag als Besitz der Herren von Pernstein, die 1486 dem Zisterzienserkloster Saar auch die Oberstadt abgekauft hatten, fast hundert Jahre wüst. Auch die Kirche war bei den Kämpfen von 1466 ausgebrannt.
1562 kaufte Zdenko Lhotský von Ptení die Burgruine von Vratislav von Pernstein und ließ sie zu einem Renaissanceschloss umgestalten. Um 1600 bestand das Städtchen aus 142 Häusern. Jiří Volf Křínecký von Ronov, der das Städtchen zu Beginn des 17. Jahrhunderts erworben hatte, entsprach einem Gesuch des Bürgermeisters und befreite die Bürger von den Frondiensten auf dem Schloss. Nach den Wirren des Dreißigjährigen Krieges waren in Krisans nur noch 48 Häuser bewirtschaftet. 1610 erwarb Wilhelm Munk von Eibenschütz die Güter. Er verlor sie nach der Schlacht am Weißen Berg wieder. Weitere Besitzer waren Georg Sieghard, Diviš Vlkovský von Oubertovice, Karl Boháček von Adlerskron, ab 1675 Eleonora Gräfin von Oppersdorff und dann die Grafen von Kaunitz. Am 4. Juni 1687 kaufte Dominik Andreas von Kaunitz die Herrschaft Neu Orzechau und schloss sie an Krizanau an.
1710 erwarb Johann Wenzel Ritter von Schwalbenfeld die Herrschaft Krizanau für 180.000 Gulden. Seine Söhne verkauften den Besitz 1726 an das Zisterzienserkloster Saar. Im Zuge der Josephinischen Reformen wurde das Kloster aufgelöst und die Herrschaft 1784 für 234.465 Gulden an Karl Endsmann von Ronow verkauft.
Nach der Aufhebung der Grundherrschaften  bildete Křížánov / Krzizanau ab 1850 mit den Ortsteilen Bojanov, Horní Libochová, Kadolec, Jívoví, Ořechov, Ronov und Sviny eine Minderstadt im Bezirk Velké Meziříčí.
Die Industriellenfamilie Joseph, Wilhelm und Moritz Teuber kaufte 1865 das Schloss. Horní Libochová, Kadolec und Ořechov mit Ronov wurden 1867 selbständig, 1874 löste sich Jívoví und 1884 Sviny los. Křížánov bestand im 1900 aus 246 Häusern und hatte 1481 Einwohner. Diese waren mit Ausnahme von 14 Juden und 11 Protestanten alle römisch-katholisch. 1455 der Bewohner waren Tschechen und 21 Deutsche. 1931 hatte der Městys 1358 Einwohner. Nach dem Zweiten Weltkrieg sank Křížánov zu einem Dorf herab.
Mit Beginn des Jahres 1961 wurde der Okres Velké Meziříčí aufgelöst und die Gemeinde dem Okres Žďár nad Sázavou zugeordnet. Zugleich erfolgte die Umgemeindung von Bojanov nach Dolní Libochová. 1975 wurden Kadolec, 1976 Jívoví und Sviny sowie 1980 Dobrá Voda eingemeindet. Alle vier Orte wurden 1990 wieder eigenständig. Seit 1992 ist Bojanov wieder ein Ortsteil von Křížánov. Am 10. Oktober 2006 wurde der Status als Městys erneuert.

## Ortsgliederung
Der Městys Křižanov besteht aus den Ortsteilen Bojanov (Bojanau) und Křižanov (Krisans), die zugleich auch Katastralbezirke bilden.

## Sehenswürdigkeiten

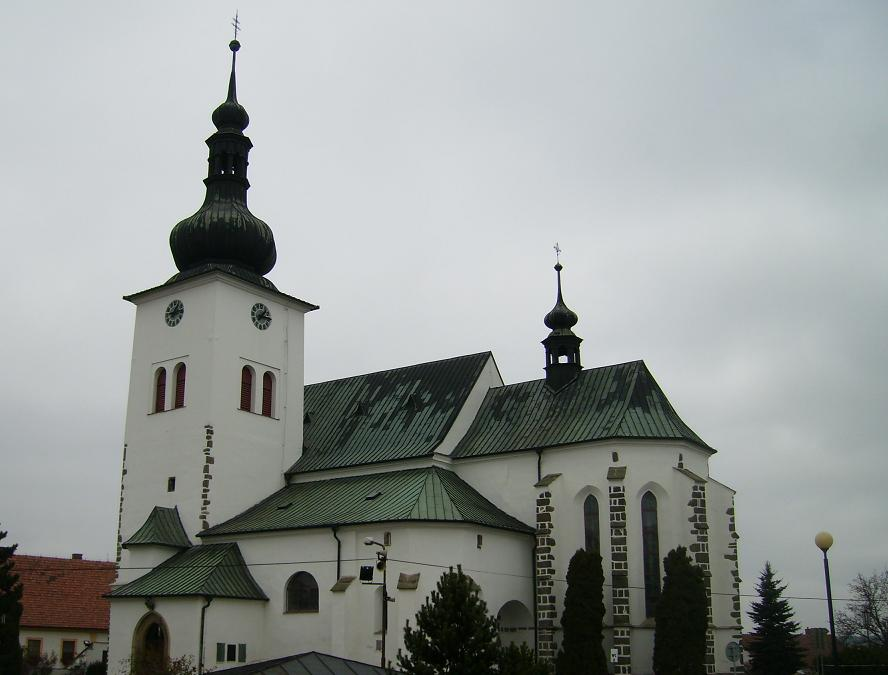
Kirche des hl. Wenzel

- Schloss Křižanov, erbaut ab 1560 an Stelle der zerstörten Burg als Renaissanceschloss für Zdenko Lhotský von Ptení. 1710 wurde das Schloss barock umgestaltet. Seine heutige Form im Neorenaissancestil erhielt es ab 1865 durch die Edlen von Teuber, die zwischen 1867 und 1880 den Schlosspark anlegten. Diese wurden 1945 vertrieben und das Schloss 1949 dem örtlichen Nationalausschuss zugesprochen. Dieser ließ Wohnungen darin einrichten. Weitere Teile wurden als Büros der Bauverwaltung und des Eisenbahnbaus genützt. Ab 1950 wurden darin eine Volksschule und der Kindergarten untergebracht. Nach dem Auszug der Schule in ein neues Gebäude dienten deren Räumlichkeiten als Lager für Textilien. 1960 wurde das Schloss zu einer Einrichtung für gesundheitlich geschädigte Jugendliche umfunktioniert.
- Kirche des hl. Wenzel, der Barockbau entstand 1678 durch den Umbau der zwischen 1230 und 1240 gotischen Kirche St. Marien
- Rathaus, erbaut im 16. Jahrhundert
- Kapelle des hl. Johannes von Nepomuk, in der Oberstadt, errichtet 1848 auf Kosten von Jan Moravec von Strakonice
- Schlosskapelle der hl. Barbara, sie wurden zwischen 1720 und 1727 nach Plänen von Johann Blasius Santini-Aichl barock umgestaltet. 1860 erfolgte ein romantisierender Umbau.
- barocke Mariensäule auf dem Obermarkt, geschaffen 1730 von Franz Alexander Jelínek
- Marterl

## Söhne und Töchter der Gemeinde
- hl. Zdislava von Lämberg († 1252), böhmische Schutzheilige der Armen und Kranken
- Václav Křižanovský (um 1428–1467), katholischer Theologe und Professor an der Karls-Universität Prag